# Acali
Acali of het Acali-experiment was een zeilvlot van twaalf bij zeven meter dat in 1973 de Atlantische Oceaan bevoer in een sociaal experiment van antropoloog Santiago Genovés. Na het begin van de expeditie kwam het in de internationale pers al snel bekend te staan als The Sex Raft, het seksvlot. De naam Acali komt uit het Nahuatl, en betekent "huis op het water".

## Geschiedenis

### Achtergrond
De inspiratie voor het experiment kwam voort uit twee bronnen. Het eerste was dat Genovés in 1969 en 1970 deelnam aan de Ra-expedities van Thor Heyerdahl, waarbij getracht werd om de Atlantische Oceaan over te zeilen met rietvlotten, zoals die in het oude Egypte werden gebruikt. Het tweede was een vliegtuigkaping in 1972, waarbij Genovés een van de passagiers was. Genovés realiseerde zich dat het gedrag van de andere passagiers dramatisch verschilde tijdens de kaping vergeleken met daarna. Dit leidde tot de overtuiging dat doodsangsten nodig waren voor individuen om hun authentieke zelf te onthullen. Dit zouden de perfecte condities zijn om onderzoek te doen naar agressie en conflict. Genovés beschreef de situatie nadien als 'te mooi om waar te zijn'.
Voor de expeditie was Genovés op zoek naar mensen die iets te verliezen hadden; mensen die niet kwamen om avontuur of roem te vinden. Verder wilde hij zoveel mogelijk seksuele tensie en agressie creëren. Derhalve was hij op zoek naar personen met verschillende nationaliteiten, religies en sociale achtergronden, maar ook met uiteenlopende politieke opvattingen en overtuigingen. Verder selecteerde hij deelnemers die seksueel aantrekkelijk waren, want dat zou sneller leiden tot seks, en seks en geweld liggen dicht bij elkaar. Ook wilde hij dat de sleutelposities vervuld werden door vrouwen, met de gedachte dat de mannen wellicht de macht over zouden nemen indien ze gefrustreerd raakten.
Het vlot was ook ontworpen om conflicten aan te wakkeren. Zo had het een kleine hut met een laag dak zodat men niet rechtop kon staan. Verder sliepen de deelnemers zij aan zij, was het toilet een gat boven de golven, en was leesmateriaal verboden. Ook was er een aanzienlijke hoeveelheid alcohol aan boord en vonden alle maaltijden gezamenlijk plaats. Het bedrijven van seks werd ook bemoeilijkt. Zo zou dit in het volle zicht van de anderen moeten doen, of zou men moeten wachten tot de gelegenheid zich 's nachts voordeed.

### Expeditie
Op 12 mei 1973 vertrok het vlot van Las Palmas (Spanje) naar Cozumel (Mexico), met een enkele tussenstop in Barbados (Caribisch gebied). In totaal duurde de expeditie 101 dagen. Tijdens de expeditie moesten de deelnemers 46 vragenlijsten invullen, waarvan sommige tijdens de expeditie waren samengesteld. De meest persoonlijke vragen zouden de veranderende relaties en verhoudingen meten, met vragen zoals: "Met wie voel je je het meest verbonden en waarom?" en "Wie ergert je het meest op het vlot?"
Tot het ongenoegen van Genovés vond er vrijwel geen seks en confrontatie plaats tijdens de expeditie. Zijn doel was om een oplossing te bieden voor vrede, maar dit was niet mogelijk door de afwezigheid van conflict en geweld. Op dag 51 had hij zijn geduld verloren en begon hij de zogenaamd vertrouwelijke antwoorden op de onderzoeksvragenlijsten hardop voor te lezen. Ondanks deze inspanningen en andere provocaties van Genovés, vond er gedurende de expeditie weinig seks plaats en vrijwel geen daden van openlijk geweld.
De Acali bereikte het Caribisch gebied precies op het hoogtepunt van het orkaanseizoen. Genovés wist al voordat de Acali vertrok dat het vlak voor het orkaanseizoen zijn eindbestemming zou bereiken, maar vond dat de wetenschap het risico rechtvaardigde. Toen ze radiowaarschuwingen ontvingen voor een naderende orkaan, wilde de kapitein (Maria Björnstam) van koers veranderen om een veilige haven te vinden. Genovés had de veronderstelling dat dit het experiment zou verpesten, en nam derhalve de controle over in wat in wezen een eenmansmuiterij was. Met enig geluk, passeerde de Acali enkel door de staart van de storm. Na het incident vonden er serieuze discussies plaats over het vermoorden van Genovés. Maar later raakte hij in paniek toen een containerschip recht op het vlot af kwam varen. Björnstam bleef kalm en organiseerde vuurpijlen om het dreigende schip af te weren. Nadien hernam zij de kapiteinsrol. Op 20 augustus 1973 arriveerde het vlot in de haven van Cozumel, Mexico.

## Deelnemers
Het experiment had elf deelnemers, vijf mannen en zes vrouwen:
- Santiago Genovés (man van 47 jaar), de Mexicaanse antropoloog die het experiment bedacht
- José María Montero Pérez (man van 34 jaar), een Uruguayaanse antropoloog en voormalig student van Genovés
- Servane Zanotti (vrouw van 32 jaar), een Franse duiker en expert in zeevervuiling
- Charles Anthony (man van 37 jaar), een Grieks-Cypriotische radio-operator
- Rachida Mazani (vrouw van 23 jaar), een Algerijnse expert in zeevervuiling
- Mary Gidley (vrouw van 36 jaar), een Amerikaanse navigator
- Fé Evangelina Seymour (vrouw van 23 jaar), een Amerikaanse radio-operator
- Maria Björnstam (vrouw van 30 jaar), de Zweedse kapitein van de expeditie
- Edna Jonas (vrouw van 32 jaar), een Israëlische arts
- Bernardo Bongo (man van 29 jaar), een Angolese katholieke priester
- Eisuki Yamaki (man van 29 jaar), een Japanse cameraman

## Documentaire
Eind 2018 werd er een documentaire uitgebracht over het experiment getiteld The Raft. De documentaire is gemaakt door de Zweedse Marcus Lindeen, die voor de opnames een replica van het vlot liet bouwen. In de documentaire komen de zeven nog levende deelnemers van het experiment bijeen, om samen herinneringen op te halen. Opnames hiervan worden gecombineerd met oude beelden van tijdens het experiment.